# 續墮落論
《續堕落論》，是日本文學家坂口安吾在1946年（昭和21年）發表的評論，延續其代表作《墮落論》之概念，並加以延伸解釋。

## 概要
二戰後，日本國內充滿著「道德淪喪」的說法，依此有必要恢復戰前的道德觀。坂口安吾卻不對這樣的說法表達贊同。
傳統上認為刻苦耐勞、節儉純樸的農村精神是流行依時的大眾精神，安吾卻認為農村精神本身並不存在文化。對他人多疑、不停研究如何逃稅、私自侵占他人土地等行為無法被稱作刻苦耐勞，反而是破壞日本內部的元凶。另外，農村刻苦耐勞的精神將依賴科技的行為稱為懶鬼精神，阻擋了進步的出現。
天皇制本身為政治人物掌握權力的工具。藉由膜拜天皇，將其奉為神明，使得百姓也如此相信，利用人民認同天皇的威嚴以號令天下。如同宣布參加二戰一事，天皇從未知情，一切皆是軍方的決定。當天皇宣布戰爭結束時，人們宣稱因為天皇而得救，實際上只是政治人物與人民渴望戰爭結束所需要的大義名分，只是將天皇利用為藉口。同時崇拜天皇，卻又對利用天皇習以為常，是荒謬至極的一件事。
坂口安吾主張人們應該捨棄刻苦耐勞的農村精神、天皇制、武士道，以及節儉的美德這些虛偽的「健全道德」，並且墮落，找回真實的自我，重新成為人類，才能避免重回往日一般充滿欺瞞的國度。雖然此一舉動脫離社會制度，會使自己孤身一人，卻別無他法。
尾崎咢堂在戰後提倡世界聯邦論，只要不區分各種類型的人，使所有個體都成為世界人，就能夠化解對立。安吾卻認為此理論忽略了人與人之間的主體性，因此對立是無法消除的，這才是人類真實的生活。如同文學表達對政治的反叛、對制度的復仇，卻同時協助政治的進步，反叛本身就是助力，是文學與政治間不變的關係。
坂口安吾認為人類在墮落的過程中，想辦法設計出詭計或制度來阻止自身的墮落，創造詭計並破除詭計才能使人類前進，也正是墮落的母體，是人類最須正視的真相。

## 外部連結
- 『續墮落論』：新字新仮名 - 青空文庫（日語）